# Fijación de precios predatorios
En negocios y economía, se conoce con el nombre de fijación de precios predatorios la práctica de vender un producto o servicio a un precio muy bajo, con la intención de expulsar a los competidores fuera del mercado, o crear barreras de entrada para los potenciales nuevos competidores.Si los competidores actuales o potenciales no pueden sostener la igualdad o precios más bajos sin perder dinero, van a la quiebra o deciden no entrar en el negocio. El comerciante depredador entonces tiene menos competidores o incluso tiene de facto un monopolio, e hipotéticamente podría elevar los precios por encima de lo que el mercado debería soportar.
En muchos países los "precios predatorios" se consideran contrarios al derecho de defensa de la competencia económica. Por lo general, es difícil probar que los precios bajaron deliberadamente debido a la fijación de precios predatorios o a una legítima competencia de precios. Sin embargo, se conocen pruebas como la de Areeda-Turner, la cual se basa en la idea de que una empresa racional desea recuperar sus costos medios para poder seguir ofreciendo el producto o servicio.